# Islote de Cal
El Islote de Cal (en portugués: Ilhéu da Cal) es un pequeña isla al suroeste de la isla portuguesa de Porto Santo en Madeira, de la cual dista menos de 400 m. Este espacio marítimo que separa la isla de Porto Santo tiene el nombre de Boqueirão de Baixo.
También es conocida localmente como Ilhéu de Baixo, es la mayor isla del archipiélago de Porto Santo, que mide poco más de 1 km². Toda la isla se caracteriza por los acantilados, que mide en su punto más alto 178 metros.

## Historia
El islote de Cal alberga un importante testigo de la historia y la cultura de la isla de Porto Santo, la extracción de las minas de cal, de donde viene su nombre. La extracción de este mineral precioso, estuvo marcada por varios accidentes, entre ellos el más trágico de todos, mató a dieciséis hombres, que fueron enterrados dentro de una mina, a causa de un derrumbe de rocas. En la actualidad, estas minas están desactivadas.
Por otro lado, acerca de su cultura existen pocos datos. Varios exploradores alegaban que eran un pueblo pacífico que tenían una historia llena de leyendas, héroes y brujas. Lamentablemente la falta de pruebas impide asegurar quienes fueron sus habitantes. 
Esta extracción ha dejado huellas de cal, como por ejemplo las cuevas subterráneas que con la debida autorización y un especialista en monitoreo, se pueden visitar.
Se planificó la construcción de un teleférico que uniese el extremo de Calheta a este reducto etnográfico de gran interés, sin embargo, este proyecto fue abandonado, ya que constituye una amenaza para el equilibrio de este frágil ecosistema, que con la llegada, los números permanentes, grandes de visitantes representa un peligro para su regeneración.

## Reserva ecológica
A pesar de su aspecto salvaje esta isla, hogar de una riquísima flora, forma parte de la característica habitual de la costa y los arbustos son todavía algunos rastros de laurisilva, que debe, probablemente, a su difícil acceso. Esta isla es también el lugar de anidación de por lo menos cuatro especies de aves, una de ellas muy raras. El ecosistema de la isla está protegida por el PDM y la red Natura 2000.